# Siciliansk vesper (opera)
 For alternative betydninger, se Siciliansk vesper. (Se også artikler, som begynder med Siciliansk vesper)
Siciliansk vesper (originaltitel: Les vêpres siciliennes) er titlen på en opera fra 1855 skrevet af Giuseppe Verdi. Er baseret på begivenheder under Den sicilianske vesper i 1282.
Libretto af Eugene Scribe og Charles Duveyrier.
Første gang operaen blev opført i Danmark (Det kongelige Teater) var i 1990.